# Sparnberg (Adelsgeschlecht)
Sparnberg genannt Tansdorff - Uradel aus dem bayerisch-thüringischen Grenzgebiet um Hirschberg an der Saale.

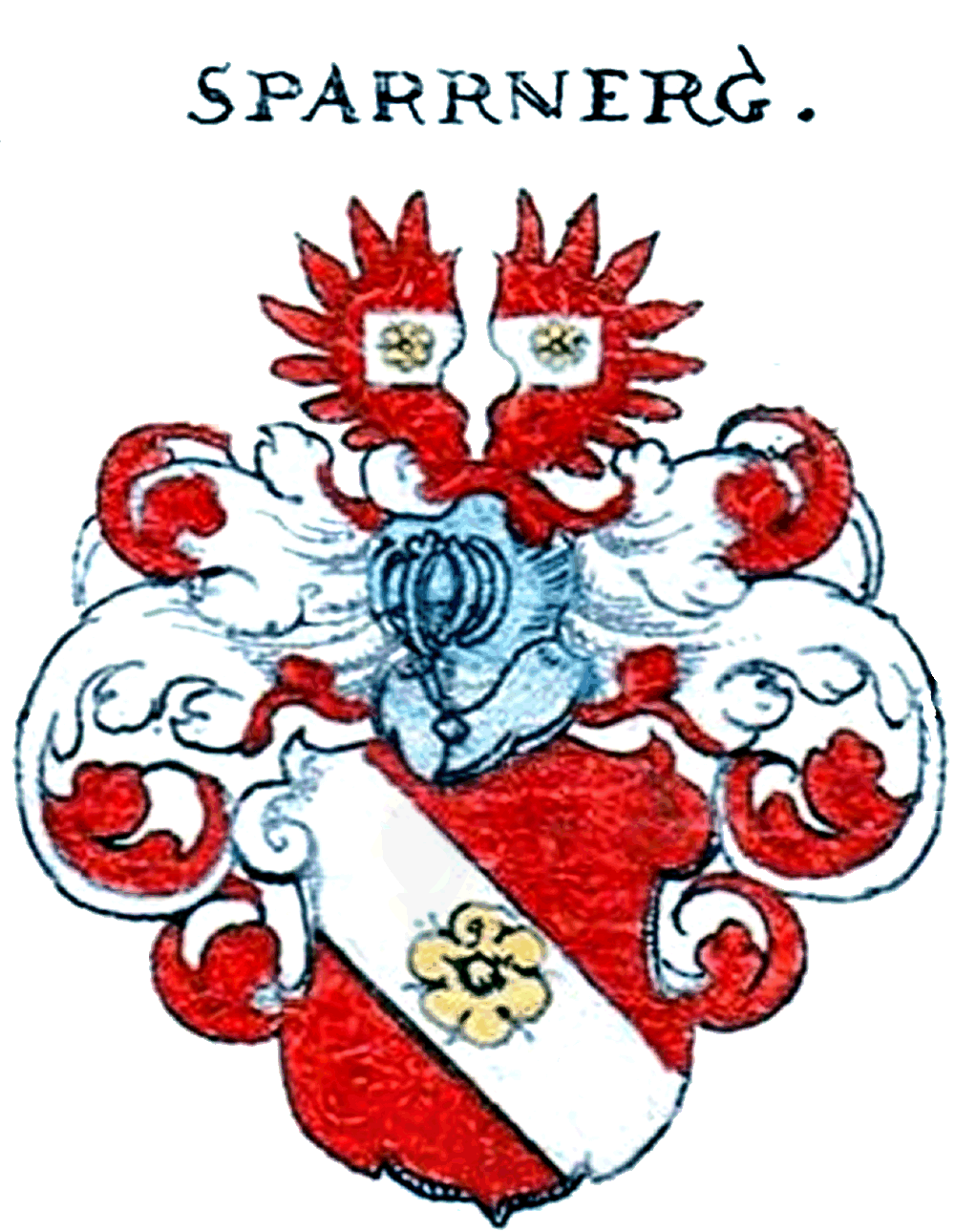
Wappen derer von Sparrnberg

## Herkunft
Die Sparnberger sind eines Stammes mit den Sparneck. So übernehmen wir denn die Herkunft der Sparnberger aus der wissenschaftlich gesicherten Ausarbeitung der Gemeinde Sparneck:
"Die Ritter von Sparneck

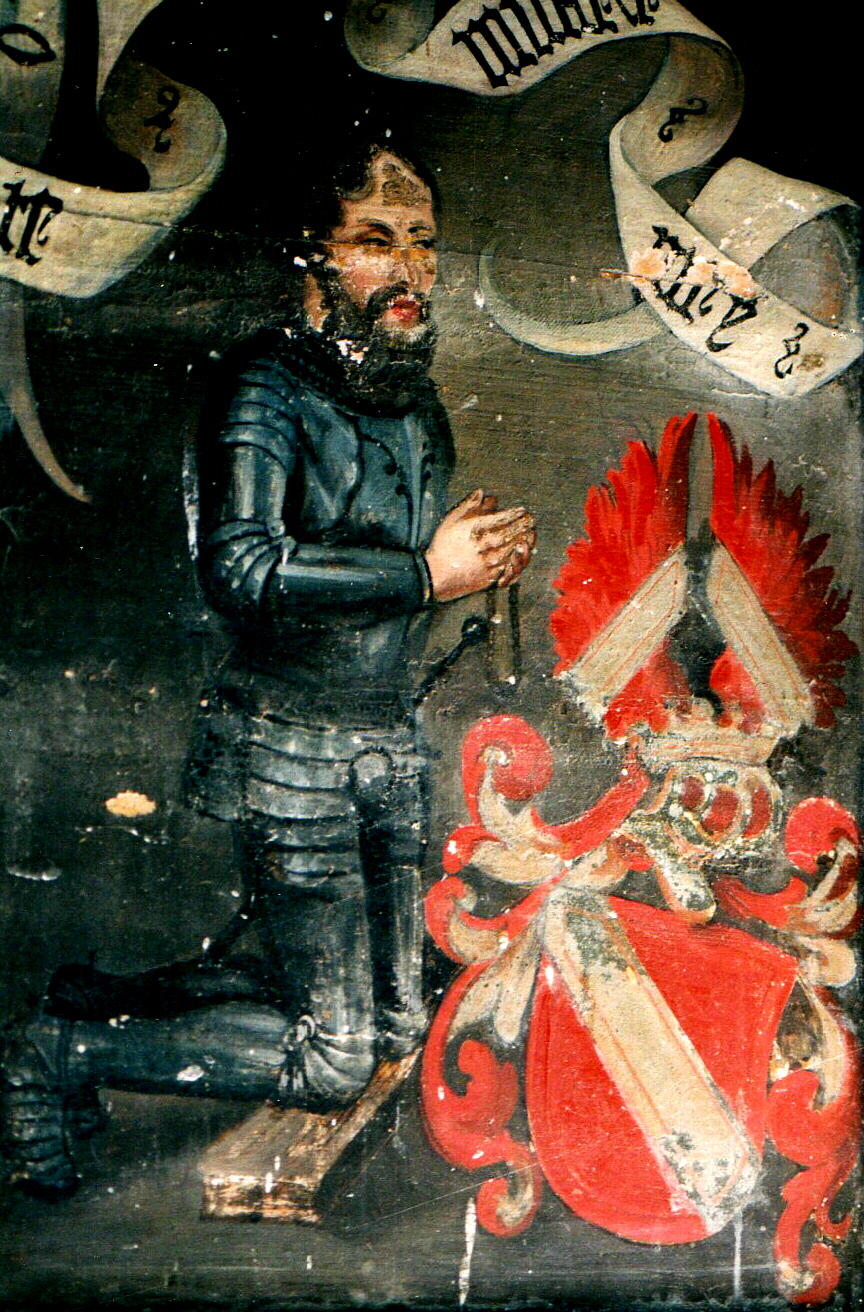
Ein Ritter aus dem Adelsgeschlecht Sack als Altarstifter in der Kirche Sparnberg

In der ersten Hälfte des 12. Jahrhunderts änderten sich die Machtverhältnisse im Waldsteingebiet. Die Markgrafen von Giengen-Vohburg, die in der Gegend von Cham beheimatet waren (Burg Haidstein), übernahmen um 1150 das Egerland und setzten eigene Gefolgsleute auf dem Waldstein ein. Aus dieser Zeit sind uns zahlreiche Urkunden überliefert, die es erlauben, ein schlüssiges Bild der Sparnecker Geschichte nachzuzeichnen. Andere Quellen wie etwa die reichlich vorhandenen Sagen halten dagegen einer wissenschaftlichen Überprüfung nicht stand.
Im Jahre 1170 wurde erstmals ein „Getto von Waltstein“ urkundlich erwähnt. Dieser Ahnherr der Sparnecker Ritter ließ vermutlich die erste Burg am Waldstein errichten.
Seine Söhne Rüdiger und Arnold bauten dann Burgen in Sparnberg (1202) und Hirschberg und begründeten damit weitere Zweige der Dynastie.
Sparneck erscheint erstmals mit einer Urkunde vom 10. November 1223 im Licht der Geschichte. In ihr treten Rüdiger von Sparneck (Rudegerus de Sparrenhecke), und sein Bruder Arnold von Sparnberg -die Söhne Rüdigers von Sparnberg - als Zeugen bei einem Gerichtstag in Eger auf. Dies ist die Geburtsurkunde von Sparneck. Sie lässt darauf schließen, dass hier eine Burg erbaut wurde und der Besitzer sich nach ihr benannte.
Die Existenz der Sparnecker Burg selbst wurde allerdings erst im Jahre 1298 aktenkundig.
Die Bezeichnung „Sparrenhecke“ leitet sich offenbar von dem Sparren (rot auf silbernem Grund) ab, der im Sparnecker Wappen erscheint und bereits in Sparnberg namensgebend war. Der Zusatz „hecke“ oder auch „eck“ bezeichnet die Lage der Burg auf einem Bergsporn.
Die schönste Darstellung des Sparnecker Wappens befindet sich in der Weißdorfer Kirche. Es stammt aus dem Jahre 1542 und hat Abmessungen von 1 m × 1 m. (oben eine nachbearbeitete Version)
Diese Burg in Tallage wurde zum neuen Stammsitz des Geschlechtes der Ritter von Sparneck. Im Gegensatz zur Höhenburg Waldstein war das neue Haus wohl mehr ein Wohn- als ein Wehrbau und wurde daher häufig als Schloss bezeichnet."
Auszug aus Siebmacher's großes und allgemeines Wappenbuch, Bd. 6 (Abgestorbene, erloschene Geschlechter), 6. Abt.:
Ausgestorbener preußischer Adel, Provinz Sachsen (exl. die Altmark), Nürnberg 1884, 158.
- Sparrenberg: vogtländisch, sächsisch
- Vornehmlich in Reussischen, wo 1290 Hans v. Sparrenberg urkundlich auftritt, und überhaupt im Vogtlande, besonders in Güterlitz, Quingenberg und Roda war dies altritterliche im 17. Jh. erloschene Geschlecht ansässig, von dem eine Linie im 16. u. 17. Jh. im Anhaltischen blühte. Das Geschlecht war zeitweise ziemlich zahlreich, so auch noch zu Anfang des 17. Jahrhunderts.[2]

Sinapius berichtet von einem bayerischen und einem thüringischen Wappen, jeweils mit unterschiedlichen Schildbildern sowie von einem Schlesischen Zweig der Familie, dessen Wappen er zwar nicht wiedergibt, dafür aber einige Familienglieder vorstellt (siehe Genealogische Nachrichten).
Die Zuordnung einzelner Wappenbilder wird im Abschnitt „Wappen“ beschrieben. Wichtigste Erkenntnis daraus ist die darin nachgewiesene Verbindung der Familien Roeder und Sack, die schon von jeher als Familienverband Roeder/Sack geführt werden und zu welchen letzteren die „von Sparnberg“ gehören.

## Geschichte
- Die Sparnberg waren bei der Fundierung der Pfarrei Berg erheblich beteiligt, deren Urbarium sie als einen Zweig des verbreiteten Reitzensteiner Stammes bezeichnet.[3]
- Jobst v. Sparnberg begab sich Mitte des 16. Jh. in anhaltische Dienste und wurde dort Amtmann zu Warmsdorf, während sein Bruder Veit Hauptmann im thüringischen Volkerode war.

Schlesien
- Anno 1572 Caspar Tansdorff, Sparnberg genannt, tötet unter Alkoholeinfluss Frantz Freinden, Sohn des Schweidnitzer Bürgermeisters Erasmus Freindes, wird gefangen genommen, vor ein Gericht gestellt und am anderen Morgen vor dem Stadt-Keller enthauptet.[4]

## Urkundlich auftretende Familienmitglieder
- Otto de Sparnenberg, Mönch und Priester in Lancheym, im Januar 1313 Zeuge in einer Klosterurkunde[5]
- Elsebeth von Sparrenberg, Werkmeisterin im Kloster Cronschwitz, am 31. August 1328 als Zeugin in einer Urkunde des Klosters mit Vogt Heinrich dem Älteren von Gera[5]
- Dominus Iohannes de Sparenberch, Zeuge in einer undatierten Urkunde Heinrichs des Älteren Vogt von Gera[5]
- Auf Bitten Peczoldi de Sparnberg und seiner Söhne Ian und Ienlini, verleihen im Oktober 1331 Heinrich der Ältere und Heinrich der Jüngere, Vögte von Gera, dem Kloster zum Heiligen Kreuz bei Saalburg Güter in Frössen, Künsdorf und Langgrün.[5]
- Heinrich von Sparrenberk, Bruder und Hofmeister des Klosters Cronschwitz, urkundet am 27. Juni 1333 gemeinsam mit Priorin und Convent zum Kauf eines Hofanteils in Schoenaw (Schönau)[5]

## Genealogische Nachrichten
Schlesien
- Petr von Sparnberg, Tansdorff genannt, a.d.H. AltenlohmAltenlohm auf LomnitzLomnitz (Riesengebirge) im Hirschbergisch-Jaurischen.
  - Dessen Ehe mit Anna Maria von Schellendorff und Fellendorff. (Deren Mutter eine von Schkopp und Krebsberg, des Vaters Mutter eine von Bibran und Modlau, der Mutter Mutter eine von Zedlitz und Neukirch)
    - Tochter Juliana von Sparnberg, geb. 11. Feb. 1632 zu Lomnitz, vermählt 23. Nov. 1649 an Christophen von Rothkirch und Ober-Sebnitz

Vogtland
- Das Wappen, das Hans Veit v. Sparenberg (siehe unter „Wappen“) in ein Stammbuch einmalen ließ, gibt nicht nur die Farben und die Helmzier in anderer Form an, sondern lässt auch aus beiden erkennen, dass dieses Geschlecht zu den Stammesgenossen der v. Röder im Vogtland gehört.[6]

## Besitzungen
- Burg und Ort Sparnberg
  - Um 1202 saßen die Sparnberg als Gefolgsleute der Diepoldinger vom Haidstein auf der Burg, in deren Gründungsphase sie sich von Sparnberg, Hirschberg, Waldstein und Sparneck nannten.
  - Besitznachfolger waren die Familien Sack und Reitzenstein. So kaufte zum Beispiel der Ritter Ulrich Sack ao. 1302 die Burg Sparnberg von Heinrich, Vogt von Gera und nennt sich fortan Ulrich Sack von Sparnberg[5]
- Schlossgut Schnarchenreuth, ao. 1390 Jan von Sparnberg
- Schloss Wolframshof
- Güterlitz
- Quingenberg
- Roda

## Wappen

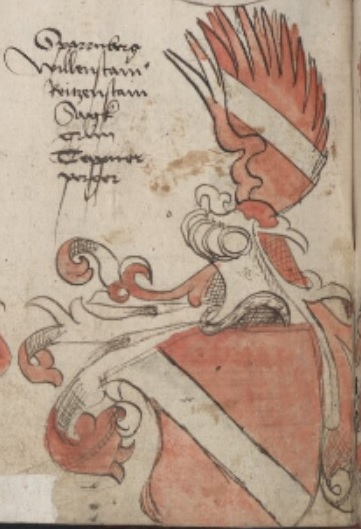
Wappen der Familie Sparrnberg, 15. Jahrhundert
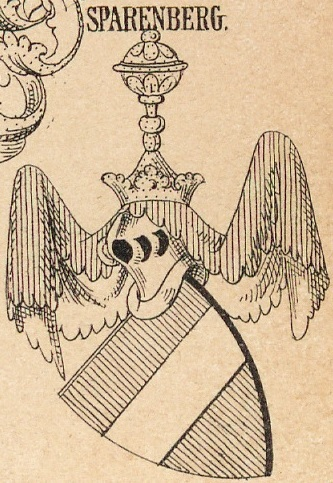
Wappen der „Von Sparenberg“, in Rot ein silberner Querbalken, Siebmachers Wappenbuch
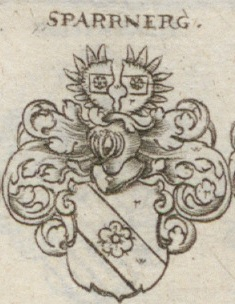
Wappen „Von Sparrnberg“, in Rot eine silberne Straße mit Rose belegt, Siebmachers Wappenbuch
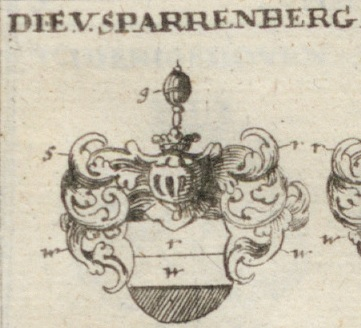
Von Sparrenberg, quergeteilt in rot silber schwarz, Helm mit Streitkolben, Wappenverwandt mit den vogtländischen Roeder, aus Siebmachers Wappenbuch

- Sinapius bezieht sich auf Gabriel Bucelinus, wenn er die Sparnberger Wappen wie folgt beschreibt:

Schild in rot mit schräger weißer Straße, darinnen eine rote Rose mit einer gelben Buze (Blüte). Auf dem Helm zwei gegeneinander ausgebreitete Flügel, in deren jedem in der Mitte eine nicht schräge, sondern gleiche Straße mit der Rose wie im Schilde. Die Helm-Decken weiß und rot. - Bayerisch.
- Für das folgende Wappen der Sparrenberger greift Sinapius auf Spener zurück, der sie den Thüringischen und Sächsischen Geschlechtern zuordnet: "Schild dreyfach abgetheilet, oben roth, in der Mitte weiß, unten schwartz. Auf dem gecrönten Helme steht ein silberner Pocal. Galae coronatae Scyphus argentus impositus. Die voerder Helm-Decken schwarz und weiß, die hinten roth und weiß.
- Das Wappen der Schlesischen Sparnberg dictus Tansdorf wird im Ledebur Teil 3 auf Seite 345 mit „in Roth ein silberner Querbalken“ angegeben.
  - In Siebmachers Wappenbuch „Abgestorbener Bayerischer Adel, Teil 1“ wird vorbeschriebenes Wappen (in rot ein silberner Querbalken) den vogtländischen Sparnberg beigegeben. Die Decken sind rot silbern, auf dem Helm befindet sich ein goldener Deckelkelch.[3]
  - In Teil 3 des „Abgestorbenen Bayerischen Adels“ nenn Siebmacher die Sparnberg als ursprünglich fränkisch und weist daraufhin, dass im Wernigeroder Wappenbuch 1. Teil die Sparnberg zum Wappen der Reitzenstein gesetzt wurden: In Roth ein silberner Schrägbalken, Helm: geschlossener Flug wie Schild, Decken: rot silbern.
  - Im 2. Teil dieses Wappenbuches ist der Schrägbalken im Schild und auf dem Helm mit einer roten Rose belegt.[7]
- Ebenfalls mit Querbalken, aber über dem Helm mit Streitkolben, beschreibt Siebmacher's großes und allgemeines Wappenbuch, Bd. 6 (Abgestorbene, erloschene Geschlechter), 6. Abt.: Ausgestorbener preußischer Adel, Provinz Sachsen (exl. die Altmark), Nürnberg 1884, 158, das Wappen der dort als vogtländisch sächsisch eingeordneten Sparrenberg (siehe dazu im Abschnitt „Geschichte“).
- Das Wappen des Hans Veit v. Sparenberg, Hauptmann zu Volkerode, offenbart die Wappenverwandtschaft zu den vogtländischen Roeder:[6]
  - Schild: Von Rot, Weiß und Schwarz quergeteilt
  - Helm: Ein nach oben sich verbreitendes, an den Seiten etwas ausgeschrägtes Schirmbrett, wie der Schild gezeichnet und tingiert
  - Decken: Links schwarz und weiß, Rechts rot und weiß

## Stammes- und Wappenverwandtschaft
Die Sparnberg sind eines Stammes mit den Sparneck (siehe dazu den unter „Herkunft“ eingefügten Artikel der Gemeinde Sparneck) sowie Stammes- und Wappenverwandt mit den Reitzenstein und den Roeder.